# Schäfersbach (Michelbach)
Der Schäfersbach ist ein rechter Zufluss des Michelbachs im Landkreis Aschaffenburg im bayerischen Spessart.

## Geographie

### Verlauf
Der Schäfersbach entspringt im Schäfersbrunnen am Sommerberg (379 m),  südlich von Waldaschaff. Er fließt in westliche Richtung nach Waldmichelbach, wo er in den Michelbach mündet.

### Flusssystem Aschaff
- Liste der Fließgewässer im Flusssystem Aschaff

## Einzelnachweise

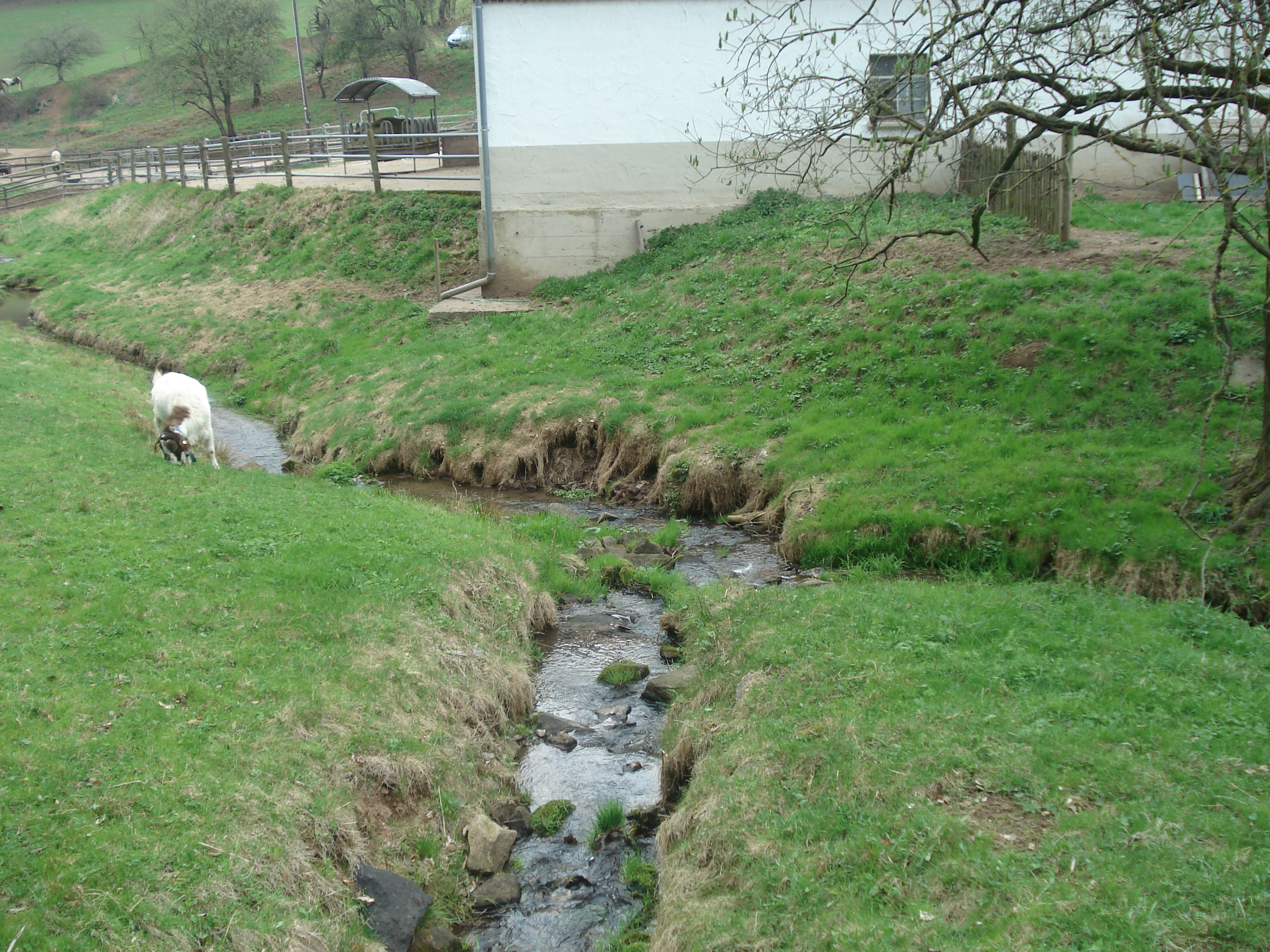
Der Schäfersbach (rechts) mündet in den Michelbach (vorne)